# 小沢古城
小沢古城（こさわこじょう）は、神奈川県愛甲郡愛川町角田にあった日本の城。

## 概要
標高80メートルほどの丘陵地帯に立地し、城の北東側はすぐに相模川右岸に接する要害の地である。
東に相模川が迫り、南と西、北側を丘陵の稜線に囲まれすり鉢状の窪地となった場所を「城の内」と呼んで曲輪とし、周囲の稜線を天然の土塁とする古い形態の城という。櫓台跡などもあったといわれるが、1967年（昭和42年）以降、丘陵で採土工事が行われ、城跡の北側部分はほとんど削り取られてしまった。
この城の南方約400メートルに小沢城と呼ばれる城跡があり、一般に小沢城を1477年（文明9年）の長尾景春の乱において、景春に呼応した金子掃部助が立て籠もり太田道灌に攻められた城とし、当城（古城）は横山党の小沢氏が拠った城であると考えられているが、古城の方が要害性に優れていることから道灌が攻めたのはこの古城の方ではないかとの指摘もある。
史跡等は未指定だが、小沢城と共に愛川町による案内板が設置されている。